# Mihai Constantineanu
Mihai Constantineanu (n. 11 octombrie 1894, comuna Nicșeni, județul Botoșani – d. 29 martie 1993, Iași) a fost un renumit entomolog român, profesor universitar, cercetător de prestigiu internațional în domeniul ihneumonidelor, fondatorul școlii moderne de entomologie de la Universitatea din Iași.

## Studii
El s-a născut la 11 (25) octombrie 1894, în comuna Dorobanți, județul Botoșani, fiind al cincilea copil în familie de țărani a lui Ion și Aglaia Constantineanu. 
După absolvirea școlii primare în satul natal, sa dus să-și continue studiile la Liceul „August Treboniu Laurian” din Botoșani, iar după un an (în 1909) a fost transferat la seminarul "Veniamin Costachi" din Iași. La acest seminar a avut ca profesori, printre alții, pe renumitul entomolog George Fințescu, precum și pe Iorgu Iordan. 
Din 1918, el a urmat cursurile Facultății de Științe, Secția de Științe Naturale a Universității din Iași, pe care a absolvit-o în 1923. A fost elevul marilor naturaliști: Ioan Borcea, Ion Simionescu, Paul Bujor, Ion Scriban, etc. În timp când era student, el a atras atenția profesorul Ion Borcea prin calitățile sale și în 1921, acesta l-a reținut ca asistent la Laboratorul de Zoologie descriptivă a Facultății de Științe. 
În 1924 el a urmat cursurile de specializare în studiul ihneumonidelor, la Viena, la Muzeul de Istorie Naturală și la Stația de Protecție a Plantelor, sub conducerea lui Bruno Wahl. El a continuat specializarea între 1927-1929 la Institutul de Zoologie din Berlin. Pe lângă studiul familiei ihneumonidelor, el a fost interesat și de anumite aspecte referitoare la insecte dăunătoare. A studiat structura ocelilor la insecte în laboratorul marelui histolog R. Hesse, în Berlin. A absolvit în 1929 cursurile Universității "Fridrich Wilhelm" din Berlin. 
A continuat specializarea la instituții de prestigiu: în Franța (1929-1930) la Institutul Agronomic Național, Stațiunea Biologică Marină de la Banyul sur Mer, Stațiunea Zoologică Marină de la Roskoff, Muzeul de Istorie Naturală din Paris și în Italia, la Institutul Superior de Agronomie de la Portici (în iulie-septembrie 1930). Nu este de mirare că el a folosit cu ușurință limba franceză, engleză, germană, rusă, spaniolă, în afară de greacă și latină, pe care el a învățat-o în seminar.

## Activitatea didactică
Timp de 43 ani el a servit învățământului biologic românesc, trecând rapid prin întreaga ierarhie universitară.
În 1923 a fost asistent la Laboratorul de Zoologie descriptivă a Facultății de Științe a Universității din Iași, apoi Șef de Lucrări la aceiași Facultate (1933-1942). 
În 1942-1948 a fost conferențiar la Facultatea de Agronomie a Institutului Agronomic din Iași; iar în 1948-1950 profesor la Facultatea de Agronomie a Institutului Agronomic din Iași. A fost decan al Facultății de Agronomie a Institutului Agronomic din Iași (1950-1951). 
În 1950-1964 a fost profesor la Facultatea de Biologie a Universității "Alexandru Ioan Cuza" din Iași și șef de catedră la această facultate (1952-1964). 

## Activitatea științifică
Activitatea sa de cercetare a fost orientată asupra cunoașterii insectelor entomofage, mai precis a familiei Ichneumonidae, care a avut o importanță majoră în controlul biologic al insectelor dăunătoare.
Lucrarea sa „Der Aufbau der Sehorgane bei den in Süsswaser lebenden Dipterenlarven und bei Puppen und Imagines von Culex” a fost teza sa de doctorat și a fost publicată în Germania.
Activitatea științifică a profesorului Mihai Constantineanu este cu adevărat impresionantă. Studiul ihneumonidelr este o lucrare monumentală, el publicând peste 6.000 de pagini despre ele, în care sunt prezentate peste 5.000 de specii, dintre care 50 de specii noi, și a descris peste 500 de specii, 15 genuri și două subfamilii noi pentru fauna țării noastre. Din cele aproape 200 de lucrări publicate, mai mult de 150 sunt atribuite studiului ihneumonidelr. Cele patru volume monografice, publicate în „Fauna României”, o serie a Editurii Academiei Române sunt de o importanță deosebită.  Alte trei monografii, care acoperă peste 1.200 de pagini dactilografiate, au fost predate pentru a fi publicate în aceeași serie „Fauna României”. Pentru primele două volume, el a fost distins cu Premiul Academiei „Emil Racoviță”. Aprecierile înalte a specialiștilor din întreaga lume atestă calitatea și importanța muncii științifice a profesorului Mihai Constantineanu. Cel mai mare ihneumonologist din lume, Henry Townes din Statele Unite ale Americii, a scris profesorului Mihai Constantineanu „Munca ta - Monografia asupra ihneumonidelor din România - este un lucrare splendidă, care va servi ca model pentru o lungă perioadă de timp în viitor, acesta remarcă se referă la primul său volum. În ceea ce privește al doilea volum el a scris: "Este un lucru magnific, care va face mai ușoară identificarea speciilor europene”. 
Profesorul Mihai Constantineanu a efectuat în continuare cercetările entomologice inițiate de învățătorul său, profesorul Ioan Borcea, și a creat cea mai puternică școală entomologică în România, având cel mai mare colectiv de ihneumonologiști din lume cu rezultate remarcabile. Printre elevii săi se numără: C. Pisică, R. Constantineanu, V. Ciochia, I. Petcu,  Gh. Mustață, I. Voicu,  C. Filipescu, I. Andriescu, I. Suciu.
Așa cum a făcut lepidopterologistul Aristide Caradja, profesorul Mihai Constantineanu a colectat cu pasiune himenoptere din toate provinciile țării noastre și a reușit să facă una dintre cele mai mari colecții de ihneumonide din Europa, cu peste 300.000 de exemplare, care aparțin la peste 5.000 de taxoni. 
Un loc aparte a cercetărilor sale a fost ocupat de studiul histologic a ocelilor dipterelor, realizat în laboratorul lui R. Hesse din Berlin. Rezultatele asupra structurii ocelilor dipterelor a avut un mare ecou în specialiștii din întreaga lume și au fost citate în toate tratatele mari de zoologie și entomologie.

## Distincții
- titlul de Profesor Emerit al Republicii Populare Romîne (18 august 1964) „pentru activitate deosebită în domeniul cercetării științifice și contribuție la dezvoltarea învățămîntului superior”[4]